# 24時間テレビ47 愛は地球を救うのか?
『24時間テレビ47 愛は地球を救うのか?』（24じかんテレビ47 あいはちきゅうをすくうのか?）は、日本テレビ系列にて2024年8月31日（土）18:30 - 9月1日（日）20:54（JST）に生放送された通算47回目の『24時間テレビ』である。

## 概要
メイン会場として6年連続で両国国技館が使用された。放送日は8月31日 - 9月1日と歴代では最も遅く、月跨ぎかつ「9月」の放送も史上初となった。
本回のテーマは「愛は地球を救うのか?」で、1978年の番組開始から使われてきた「愛は地球を救う」というテーマは、一部を除き使用されなかった。
また、今回は総合司会に上田晋也が加わり、羽鳥慎一・水卜麻美との3人体制で進行を行った。旧ジャニーズ事務所の所属タレントが歴任してきたメインパーソナリティーについては第25回（2002年）以来22年ぶりに設けず、24人の出演者がそれぞれの思いに沿ったチャリティー企画を行うこととした。
前年（2023年）11月に発覚した、系列局・日本海テレビの幹部による寄付金着服事件の影響で、番組制作は数ヶ月ストップしていた。その後、管理方法の見直しなどを行い準備が再開された。番組制作発表会見で、寄付金着服やジャニー喜多川性加害問題の影響を聞かれた総合プロデューサーの吉無田剛は「そういったものも含めて、番組がどうあるべきかを考えました」と説明している。
2日目には能登食祭市場の特設ステージからも生放送を展開し、両国国技館から移動した水卜に加えて春風亭昇太と藤井貴彦が司会を務めた。『笑点』関連のコーナーや能登半島地震関連のコーナーを中心に複数の企画が能登から発信され、能登食祭市場は「第2のメイン会場」と印象付けられた。今年4月に『笑点』に加入した立川晴の輔にとっては今回が『24時間テレビ』初出演となった。
チャリTシャツのデザイナーは宮崎吾朗。「愛は地球を救うのか?」というテーマに合ったデザインにするため、2023年10月に日テレの傘下となり、これまで時代と向き合うアニメを制作してきたスタジオジブリに依頼。同スタジオの鈴木敏夫代表取締役議長に相談したところ「愛では救えないのでは?」と言われるも、「宮崎君なら相談に乗れるかもしれない」と助言を受ける。スタッフが現状を宮崎に伝えると案の定、苦言を呈されるも、最終的に了承を得て担当することになった。スタジオジブリがデザインに関与するのは第33回（2010年）以来14年ぶり。デザインは「Will Love Save the Earth?」の文字と1匹の犬が「I have no idea.」「What do you think?」と発する様子が描かれている。
また、着服事件の当事者となった日本海テレビは7月20日に再発防止策を策定した上で第47回の募金活動に参加することを表明した。なお、日本海テレビは大規模なチャリティーイベントを行わず、同局の本社および島根総局と鳥取・島根各県内の商業施設に街頭募金会場を設置する程度にとどめ、ローカル枠でも自社制作企画を放送せず日本テレビと同じ内容を放送。エンディングの「サライ」リレー合唱には、NNSを一時除名された時代の静岡第一テレビ・福岡放送とは異なり、日本海テレビは参加したが社名ロゴの看板は掲げず、「鳥取」「島根」の看板のみ掲げ、参加者も慎ましい姿勢を取っていた。
この回はスポーツ中継などと重複したため、一部の系列局やクロスネット局などは対応に追われた。青森放送は、青森県民駅伝競走大会の開催日と重複したため、テレビ中継は行わず、ラジオ中継とYoutubeでの公式動画配信を行うことになった。クロスネット局のうち、テレビ大分・テレビ宮崎とフジテレビ単独系列局の沖縄テレビ、フジサンケイクラシック開催地の地元局である山梨放送は同大会最終日の中継と重複したが、山梨放送は24時間テレビを優先したため、フジサンケイクラシックは同日の深夜に録画放送された。フジテレビ系列のテレビ大分・テレビ宮崎・沖縄テレビは通常12:24 - 16:54 PART6の部分のうち、13:30 - 15:00まで同中継を優先するため、その関係で例年とは異なり放送時間が縮小された。
さらに台風10号の影響により、一部の系列局ではチャリティーイベントの開催を中止とそれを受けたローカル枠、全国ネットパートの内容を変更する動きも発生した。特に台風による豪雨の影響で東海道新幹線が長時間の運転見合わせとなり、出演者の往来ができなかったためである。静岡第一テレビも、9月1日のイベントを一部を除き中止とした。中京テレビは開催2日前に、募金活動の中継とチャリティーイベントなどの開催を中止すると発表した。読売テレビは8月31日のイベントを屋内外ともに中止とした。
なお、やす子がランナーを務めるマラソン企画も台風10号の影響で実施の可否に注目が集まっていたが、放送当日に実施されることが正式に発表された。当初は1000人を超える市民ランナーとスタートから3-5キロを共に走る予定だったが、安全面を考慮して市民ランナーの参加は中止し、スタートから翌朝までは日産スタジアムの競技場内を周回する形となった。放送2日目は両国国技館を目指して公道を走る。やす子以外には錦鯉、ハリウッドザコシショウ、納言の薄幸、はるな愛、アキラ100%、AMEMIYA、宮武ぜんた、天野（元あっぱれ婦人会）といったやす子の同僚や、先輩のお笑いタレントが応援伴走する場面があった。その一方、ランナーのゴールイン寸前の曲はYOSHIKIと八王子学園八王子高等学校吹奏楽部並びに千葉県立安房高等学校吹奏楽部合同演奏による「紅」になり、「負けないで」は使用されなかった。やす子のゴール後に歌唱された「サライ」についても一部の歌詞が短縮された。なお、やす子は直後番組の『行列のできる相談所』にも出演したが、『行列 - 』は翌2025年の3月30日放送を以て23年の幕を降ろしたため、『行列 - 』への出演はこれが最後となった。
この年は『しゃべくり007』や『嗚呼!!みんなの動物園』の制作陣が中心となって制作されたため、これらに関わる演者も多く出演している。また、中京テレビ制作の番組『ヒューマングルメンタリー オモウマい店』からのコーナーも、初めて設けられた。この『オモウマい店』のコーナーは「第567回 中京テレビ放送番組審議会」（2024年10月8日実施）の合評番組として取り上げられ、同年10月27日放送の自己批評番組『あなたと中京テレビ』でも番組の一部と委員のコメントが、映像で紹介された。
番組と同日程で『Song for 能登! 24時間テレビチャリティーライブ』がぴあアリーナMMにて開催された。8月31日の公演には岩田剛典、GENERATIONS from EXILE TRIBE、乃木坂46、日向坂46、9月1日の公演には三代目 J SOUL BROTHERS from EXILE TRIBE、超特急、XYがそれぞれ出演した。31日の公演には放送スタート直前の羽鳥・水卜・やす子が駆けつけた。31日の公演は『直前生放送SP』、1日の公演は「PART.6」で一部放送されたほか、Huluで有料生配信された。

## 視聴率・寄付金総額
前述の不祥事・台風による番組内容変更による視聴率の低下が懸念されたが、ビデオリサーチによると、番組全体の平均視聴率（関東地区）は世帯12.5%、個人7.5％、コア4.7％で前回（第46回）の平均世帯視聴率（11.3％）を上回った。また、全体平均の到達人数は全国31局で約7000万9000人（1584分）、平均視聴人数は約881.0万人だったことも発表された。
産経新聞が9月5日に配信したビデオリサーチ週間個人視聴率トップ10でも本番組がランキングの半分を占め、やす子のマラソンゴール直後並びにエンディング『サライ』の場面は全国推計で2044万人が視聴したとしている。
10月27日、同日放送の特別番組『24時間テレビ47 もう1つの物語』にて9月末時点での寄付金総額が発表され、15億1095万1707円となり、この時点では第34回（2011年）、第42回（2019年）、第36回（2013年）に次いで4位であることが明らかになった。最終的な募金総額は2025年7月8日に発表され、番組歴代2位となる15億8955万4167円となった。

## 出演者

### 総合司会
- 上田晋也（くりぃむしちゅー）[30]
- 羽鳥慎一
- 水卜麻美（日本テレビアナウンサー）

### 「24人でつなぐ24時間テレビ」企画出演者
※50音順。企画名後の（）は基盤となる番組。
- 相葉雅紀（嵐） - 「相葉トリミングin韓国」（嗚呼!!みんなの動物園）[31]
- EXIT（りんたろー。・兼近大樹）
- 池崎慧（サンシャイン池崎）-「保護猫」（嗚呼‼︎みんなの動物園）
- 岩田剛典（三代目J SOUL BROTHERS） - 「アート作品を乗せた夢の999号 ライブペイント&オークション」コーナー[32]
- 有働由美子
- 笑点メンバー - 「朝から笑点メンバーin能登」「出張!チャリティー笑点in能登」（笑点）[注釈 16]
  - 春風亭昇太
  - 三遊亭好楽
  - 三遊亭小遊三
  - 林家たい平 - 「伝説の家政婦・志麻さんが能登で作る!生産者の想いを胸に…沸騰朝採れキッチン」（沸騰ワード10）
  - 立川晴の輔
  - 春風亭一之輔
  - 桂宮治
  - 山田隆夫
- 土屋太鳳 - 能登食祭市場から生出演。
- 徳光和夫
- 永尾柚乃
- 長嶋一茂 - 石川県珠洲市立宝立小中学校野球部「長嶋一茂&レジェンドと“野球しようぜ!”」コーナー
- ヒロミ - 子ども食堂リフォーム（有吉ゼミ）[35]
- 藤井貴彦 - 能登食祭市場から生出演。
- 松平健 - 能登の現地からレポート。
- YOSHIKI - ピアノ演奏。

### マラソンランナー
- やす子[36] ※「24人でつなぐ24時間テレビ」メンバーも兼ねる。

### PART.1 出演者

#### 国技館パート
◎ = マラソン やす子応援団
- 隆の勝
- 正代
- 谷川航
- 萱和磨
- 橋本大輝
- 永瀬貴規
- 髙嶋理紗
- 尾﨑世梨
- 江村美咲
- 高橋茂雄（サバンナ）
- 関根麻里
- 香音
- 柳原可奈子
- 伊藤淳史
- 東貴博（Take2）
- アタック西本（ジェラードン）
- 大久保佳代子（オアシズ）
- いとうあさこ
- ファーストサマーウイカ
- 錦鯉◎
- ハリウッドザコシショウ◎
- ナ酒渚◎
- 薄幸（納言）◎
- はるな愛◎
- アキラ100%◎
- AMEMIYA◎
- 宮武ぜんた◎
- 天野（元あっぱれ婦人会）◎
- 乃木坂46
- 宮脇花綸
- 上野優佳
- 菊池小巻
- 東晟良
- 三代目J Soul Brothers
- 波瑠
- MISIA

#### 上田と女とオリンピアンが吠えるア〜ンドやす子を応援する夜
- 若槻千夏
- 髙田真希
- 宮崎早織
- 渡辺勇大
- 東野有紗
- 栗原恵
- 澤穂希
- いとうあさこ
- あの
- 魔裟斗

### PART.4 出演者

#### 日テレ・マイスタジオパート
- 小峠英二（バイきんぐ）
- ISSA（DA PUMP）
- ヒコロヒー

#### 国技館パート
- アンミカ
- 伍代夏子
- 近藤春菜（ハリセンボン）
- 佐藤栞里
- 武田真一
- 登坂絵莉
- May J.
- EXILE HIRO
- 馬場雄大
- 藤本怜央
- 稲葉颯一
- ダルビッシュ郁代
- ダルビッシュ賢太

#### ヒルナンデス!バンド
- 南原清隆（ウッチャンナンチャン）
- 王林
- 井桁弘恵
- 木村昴
- 松陰寺太勇（ぺこぱ）
- 大沢あかね

### PART.6 出演者
- 赤井英和
- 大島美幸（森三中）
- みやぞん
- サンプラザ中野くん
- パッパラー河合
- 堀内孝雄
- 武田鉄矢
- 糸井嘉男
- 西岡剛
- 平野美宇
- 平野真理子
- 超特急
- 水谷隼
- 丸山桂里奈
- ガンバレルーヤ
- 村山輝星

### PART.7 出演者

#### 関東ローカル
- 村上佳菜子

#### チャリティー笑点
- ビックスモールン

#### YOSHIKIが送る超ボーダーレスLIVE!
- KAITA
- KENZO（DA PUMP）
- SOTA（BE:FIRST）
- 髙橋海人（King & Prince）
- TAKAHIRO
- RIEHATA
- 山田元気
- MORIKO JAPAN
- V.E.H.B.I.
- NIKKO
- MAHO
- 梶本瑞希
- 瑚
- P→★（XY）
- MITCHY（XY）
- KOSEI（XY）
- YOSHIKI

#### 吉本生新喜劇
- 島田珠代
- 吉田裕[注釈 17]
- 信濃岳夫
- 御嶽海
- 宇良
- 平戸海
- 椿鬼奴
- オカリナ（おかずクラブ）

#### イッテQ!ダンス部
- 内村光良（ウッチャンナンチャン）
- 中岡創一（ロッチ）
- みやぞん
- ガンバレルーヤ
- 箭内夢菜
- 横田真悠

#### 19:40以降
- ハライチ
- 増田貴久（NEWS）
- 高橋文哉
- 盛山晋太郎（見取り図）
- 松浦真也[注釈 17]

### 日本テレビアナウンサー
- 蛯原哲 - チャリティーマラソン実況1日目 / 日本航空高校ダンス中継
- 林田美学 - チャリティーマラソン実況1日目サブ
- 岩田絵里奈 - チャリティーマラソンリポート
- 山本紘之 - 日産グローバル本社ギャラリー進行1日目
- 瀧口麻衣 - 日産グローバル本社ギャラリー進行
- 並木雲楓 - 日産グローバル本社ギャラリー進行
- 水越毅郎 - 日産グローバル本社ギャラリー進行
- 辻岡義堂 - 「アート作品を乗せた夢の999号 ライブペイントオークション」コーナー
- 忽滑谷こころ - チャリティーライブ司会
- 平松修造 - チャリティーマラソン実況1日目夜間
- 山本里咲 - チャリティーマラソン実況1日目夜間サブ
- ラルフ鈴木 - 「上田と女とオリンピアンが吠える ア〜ンドやす子を応援する夜」ゲーム企画実況
- 森圭介 - チャリティーマラソン実況2日目
- 石川みなみ - 24時間テレビ直前番組メイン / チャリティーマラソン実況2日目サブ午前
- 北脇太基 - 『NNNニュースサンデー』
- 浦野モモ - ヒルナンデス!バンド
- 田中毅 - 国技館スポーツ記録チャレンジ司会
- 梅澤廉 - 日産グローバル本社ギャラリー進行2日目
- 河出奈都美 - 『NNNストレイトニュース』 / 『NNNニュース』
- 黒田みゆ - 「ヒロミの八王子リフォーム」中継コーナー
- 小髙茉緒 - チャリティーマラソン実況2日目サブ午後

## 企画・コーナー

### PART 1
- 相葉雅紀とBTS・JINが保護犬トリミング!動物たちのために 僕らにできることは? in 韓国
- ヒロミの八王子リホーム!〜築60年以上!長屋のこども食堂を大改造〜
- 松平健&羽鳥慎一アナ能登の夏
- 日本列島ダーツの旅的全国1億人インタビュー!あなたは誰かに救われたことありますか?の旅
  - ①上田晋也&レスリング鏡優翔・藤波朱理〈栃木県下野市〉
  - ②男子体操 谷川航・橋本大輝・岡慎之助〈長野県佐久市〉
  - ③伊藤淳史&東貴博〈静岡県長泉町〉
  - ④大久保佳代子&若槻千夏〈千葉県南房総市〉
- スペシャルドラマ『欽ちゃんのスミちゃん 〜萩本欽一を愛した女性〜』
- 月曜から夜ふかしin24時間テレビ「○○は私を救う」問題
- 上田と女とオリンピアンが吠えるア〜ンドやす子を応援する夜

### PART 2
- 日本列島ダーツの旅的全国1億人インタビュー!あなたは誰かに救われたことありますか?の旅
- オモウマい店 特別編 能登のずっと明るい寿司親子 2022（2022年8月23日放送分の再編集版）

### PART 3
- 朝から笑点メンバーin能登
- 日本列島ダーツの旅的全国1億人インタビュー!あなたは誰かに救われたことありますか?の旅 
  - ⑤春風亭昇太&立川晴の輔〈茨城県石岡市〉
- 伝説の家政婦志麻さんが能登で作る！生産者の想いを胸に…沸騰朝採れキッチン

### PART 4
- 被災者を支えた“復興めし”
  - ①能登・震災2日後に人々を温めたカニ汁
  - ②熊本・復興のシンボル!行列つけ麺
  - ③福島・地元客待望の復活!10年ぶりののり佃煮
- オモウマい店 出会いから2年…能登のずっと明るい寿司親子 2024
- 一流画家の作品をオークション 岩田剛典が作品に込める思い
- 八代亜紀 最期の111日
  - ①池崎と保護活動…動物のために
  - ②突然の異変…前兆なかった病
  - ③元付き人と運命の出会い
  - ④自らの肺を攻撃…膠原病とは
  - ⑤困っている人を救った73年
  - ⑥元付き人へ残した言葉とは
- 相葉雅紀とメダリストが能登に笑顔を届ける!被災したワンちゃんを出張トリミング (相葉雅紀・堀米雄斗)
- オリンピアンと挑戦!国技館スポーツ記録チャレンジ　
  - 馬場・髙田・宮崎ら5人同時シュート
- 三代目・岩田剛典が挑む絵画オークション
  - 1作品目 タツノコプロ 吉田すずか
- 「真っ昼間から学ぶ!『上田と女と社会を動かす女性たち』」
  - ①有働由美子編

### PART 5
- 日本列島ダーツの旅的全国1億人インタビュー!あなたは誰かに救われたことありますか?の旅 
  - ⑥若元春関&正代関〈福島県福島市〉
- 三代目・岩田剛典が挑む絵画オークション
  - 2作品目 さんまが発掘!

### PART 6
- 昭和大好き7歳永尾柚乃に学ぶ!昭和ニッポンクイズ
- 三代目・岩田剛典が挑む絵画オークション
  - 3作品目 石塚真一
  - 4作品目 さんまが発掘!青山哲士
  - 5作品目 岩田剛典
- サライの生みの親 谷村新司さん　音楽で伝えたかった想い
- 脳性まひの未来ちゃんが1人で挑む「はじめてのおかいもの」
- 能登の野球部 震災でたった5人に…長嶋一茂&レジェンドと“野球しようぜ!”
- 「真っ昼間から学ぶ!『上田と女と社会を動かす女性たち』」
  - ②大久保佳代子編
  - ③ファーストサマーウイカ編
  - ④いとうあさこ編
- 豪華アーティストが集結の生ライブ!収益を能登の復興へ寄付
- オリンピアンと挑戦!国技館スポーツ記録チャレンジ　
  - 平野美宇とつなぐ卓球ラリー ギネス世界記録
- 寄付はどう届くのか? 名曲「アイノカタチ」が繋ぐチャリティーを取材!
- 水卜麻美が思いをつなぐ! 師匠 山田倫太郎くんが遺した言葉

### PART 7
- 朝ドラ「まれ」土屋太鳳復興へ…能登で合唱「希空」[注釈 18]
- 出張!チャリティー笑点in能登
  - ①演芸「ビックスモールン✕土屋太鳳」
  - ②生大喜利
- 藤井貴彦が伝える 世界最大級の帆船 海王丸座礁事故の一部始終
- 『NOTHING IS IMPOSSIBLE YOSHIKIが送る超ボーダーレスLIVE!』
- 7歳のインフルエンサー 理央奈ちゃんに届けたい! 吉本生新喜劇
- もう一度 能登で踊りたい! 日本航空高校石川&イッテQ!ダンス部の夏祭り

## タイムテーブル
- 9月1日の11:24 - 12:24、16:59 - 17:23はローカル枠として各放送局からの内容に差し替え。
- 時刻表示は5:00 - 9:46(cm終了まで時刻表示した)。

| 時間            | コーナー名 |
| --------------- | --- |
| 8月31日 18:30 - | 24時間テレビ47 PART.1 |
| 18:30 -         | オープニング |
| 18:36 -         | やす子の全国の児童養護施設に募金マラソンVTR |
| 19:26 -         | 相葉雅紀とBTS・JINが保護犬トリミング!動物たちのために 僕らにできることは?in 韓国 |
| 20:00 -         | ヒロミの八王子リフォーム!〜築60年以上!長屋のこども食堂を大改造〜 |
| 20:28 -         | 松平健&羽鳥慎一アナ能登の夏 |
| 20:50 -         | 日本列島ダーツの旅的全国1億人インタビュー!あなたは誰かに救われたことありますか?の旅 ①上田晋也&レスリング鏡優翔・藤波朱理〈栃木県下野市〉 ②男子体操 谷川航・橋本大輝・岡慎之助〈長野県佐久市〉                                                                           |
| 21:45 -         | スペシャルドラマ『欽ちゃんのスミちゃん〜萩本欽一を愛した女性〜』 |
| 23:37 -         | 日本列島ダーツの旅的全国1億人インタビュー!あなたは誰かに救われたことありますか?の旅 ③伊藤淳史&東貴博〈静岡県長泉町〉 ④大久保佳代子&若槻千夏〈千葉県南房総市〉 ①上田晋也&レスリング鏡優翔・藤波朱理〈栃木県下野市〉 ②男子体操 谷川航・橋本大輝・岡慎之助〈長野県佐久市〉 |
| 9月1日 0:45 -   | 月曜から夜ふかしin24時間テレビ「○○は私を救う」問題 |
| 1:10 -          | 上田と女とオリンピアンが吠えるア〜ンドやす子を応援する夜 |
| 2:20 -          | 24時間テレビ47 PART.2 |
| 3:39 -          | 日本列島ダーツの旅的全国1億人インタビュー!あなたは誰かに救われたことありますか?の旅 |
| 4:07 -          | オモウマい店特別編 能登のずっと明るい寿司親子 2022 |
| 5:00 -          | 24時間テレビ47 PART.3 |
| 5:00 -          | 朝から笑点メンバーin能登 |
| 5:10 -          | 日本列島ダーツの旅的全国1億人インタビュー!あなたは誰かに救われたことありますか?の旅 ⑤春風亭昇太&立川晴の輔〈茨城県石岡市〉 |
| 5:41 -          | 伝説の家政婦志麻さんが能登で作る!生産者の想いを胸に...沸騰朝採れキッチン |
| 6:18 -          | NNNニュースサンデー |
| 6:30 -          | 24時間テレビ47 PART.4 |
| 6:30 -          | やす子の全国の児童養護施設に募金マラソンVTR |
| 6:39 -          | 能登の被災者を支えた"復興めし"震災2日後に人々を温めたカニ汁 |
| 6:49 -          | 熊本の被災者を支えた"復興めし"復興のシンボル!行列つけ麺 |
| 6:57 -          | マツケン&羽鳥慎一が行く!能登の笑顔に出会う旅 |
| 7:16 -          | 福島の被災者を支えた"復興めし"地元客待望の復活!10年ぶりののり佃煮 |
| 7:27 -          | オモウマい店 出会いから2年…能登のずっと明るい寿司親子 2024 |
| 8:14 -          | ヒロミの八王子リフォーム特別編 築60年以上!こども食堂を大改造 途中、8:21 - 両国・国技館より生放送 |
| 8:38 -          | 一流画家の作品をオークション 岩田剛典が作品に込める思い |
| 8:46 -          | やす子の全国の児童養護施設に募金マラソンVTR |
| 8:51 -          | 八代亜紀 最期の111日 池崎と保護活動…動物のために 8:56 - 突然の異変…前兆なかった病 9:01 - 元付き人と運命の出会い 9:06 - 自らの肺を攻撃…膠原病とは 9:13 - 困っている人を救った73年 9:24 - 元付き人へ残した言葉とは                                                        |
| 9:46 -          | 相葉雅紀とメダリストが能登に笑顔を届ける!被災したワンちゃんを出張トリミング |
| 10:08 -         | やす子の全国の児童養護施設に募金マラソンVTR |
| 10:16 -         | オリンピアンと挑戦!国技館スポーツ記録チャレンジ 馬場・髙田・宮崎ら5人同時シュート |
| 10:25 -         | 三代目・岩田剛典が挑む絵画オークション 1作品目 タツノコプロ 吉田すずか |
| 10:41 -         | 世界的スター!ダルビッシュ有の家族がやす子に共鳴 児童養護施設への思い |
| 10:50 -         | 「真っ昼間から学ぶ!『上田と女と社会を動かす女性たち』」有働由美子編 |
| 11:03 -         | "生中継"横浜・日産 グローバル本社ギャラリー |
| 11:14 -         | NNNストレイトニュース |
| 11:24 -         | 24時間テレビ47 PART.5 |
| 11:24 -         | 日本列島ダーツの旅的全国1億人インタビュー!あなたは誰かに救われたことありますか?の旅 ⑥若元春関＆正代関〈福島県福島市〉 |
| 11:45ごろ -     | 三代目・岩田剛典が挑む絵画オークション 2作品目 さんまが発掘! |
| 11:50 -         | ヒロミの八王子リフォーム特別編 築60年以上!こども食堂を大改造 |
| 12:24 -         | 24時間テレビ47 PART.6 |
| 12:24 -         | 昭和大好き7歳永尾柚乃に学ぶ!昭和ニッポンクイズ |
| 12:27 -         | 三代目・岩田剛典が挑む絵画オークション 3作品目 石塚真一 |
| 12:34 -         | オリンピアンと挑戦!国技館スポーツ記録チャレンジ 馬場・髙田・宮崎ら5人同時シュート |
| 12:41 -         | やす子の全国の児童養護施設に募金マラソンVTR |
| 12:55 -         | サライの生みの親 谷村新司さん 音楽で伝えたかった想い |
| 13:18 -         | 脳性まひの未来ちゃんが1人で挑む「はじめてのおかいもの」 |
| 13:38 -         | やす子の全国の児童養護施設に募金マラソンVTR |
| 13:40 -         | 能登の野球部 震災でたった5人に…長嶋一茂＆レジェンドと“野球しようぜ!” |
| 14:11 -         | 三代目・岩田剛典が挑む絵画オークション 4作品目 さんまが発掘!青山哲士 |
| 14:19 -         | 「真っ昼間から学ぶ!『上田と女と社会を動かす女性たち』」大久保佳代子編 |
| 14:34 -         | 横浜・ぴあアリーナMMから生中継 豪華アーティストが集結の生ライブ!収益を能登の復興へ寄付 |
| 14:43 -         | オリンピアンと挑戦! 国技館スポーツ記録チャレンジ 平野美宇とつなぐ卓球ラリー ギネス世界記録 |
| 14:49 -         | 「真っ昼間から学ぶ!『上田と女と社会を動かす女性たち』」ファーストサマーウイカ編 |
| 15:01 -         | ヒロミの八王子リフォーム特別編 築60年以上!こども食堂を大改造 |
| 15:20 -         | やす子の全国の児童養護施設に募金マラソンVTR |
| 15:24 -         | 昭和大好き7歳永尾柚乃に学ぶ!昭和ニッポンクイズ |
| 15:27 -         | ヒロミの八王子リフォーム特別編 築60年以上!こども食堂を大改造 |
| 15:41 -         | 寄付はどう届くのか? 名曲「アイノカタチ」が繋ぐチャリティーを取材! |
| 15:58 -         | 水卜麻美が思いをつなぐ! 師匠 山田倫太郎くんが遺した言葉 |
| 16:16 -         | 「真っ昼間から学ぶ!『上田と女と社会を動かす女性たち』」いとうあさこ編 |
| 16:32 -         | 三代目・岩田剛典が挑む絵画オークション 5作品目 岩田剛典 |
| 16:44 -         | オリンピアンと挑戦!国技館スポーツ記録チャレンジ 平野美宇とつなぐ卓球ラリー ギネス世界記録 |
| 16:50 -         | やす子の全国の児童養護施設に募金マラソンVTR |
| 16:54 -         | NNNニュース |
| 16:59 -         | 24時間テレビ47 PART.7 |
| 16:59 -         | 朝ドラ「まれ」土屋太鳳復興へ…能登で合唱「希空」 |
| 17:20 -         | やす子の全国の児童養護施設に募金マラソンVTR |
| 17:29 -         | 出張!チャリティー笑点in能登 演芸「ビックスモールン✕土屋太鳳」 17:49 - 生大喜利 |
| 18:08 -         | 藤井貴彦が伝える 世界最大級の帆船 海王丸座礁事故の一部始終 |
| 18:38 -         | 三代目・岩田剛典が挑む絵画オークション 合計落札額は2192万円!収益は能登に全額寄付 |
| 18:48 -         | 『NOTHING IS IMPOSSIBLE YOSHIKIが送る超ボーダーレスLIVE!』 |
| 19:08 -         | やす子の全国の児童養護施設に募金マラソンVTR |
| 19:12 -         | 7歳のインフルエンサー 理央奈ちゃんに届けたい! 吉本生新喜劇 |
| 19:40 -         | やす子の全国の児童養護施設に募金マラソンVTR |
| 19:44 -         | もう一度 能登で踊りたい! 日本航空高校石川&イッテQ!ダンス部の夏祭り |
| 20:27 -         | やす子の全国の児童養護施設に募金マラソンVTR |
| 20:41 -         | やす子、募金マラソン完走! |
| 20:46 -         | エンディング『サライ』 |

## チャリTシャツ
- デザイン - 宮崎吾朗[1]

## 関連番組
『24時間テレビ47 もう1つの物語』
- 2024年10月27日16:00 - 16:55に日本テレビ系列[注釈 20]にて放送された特別番組。9月末時点での寄付金総額とその使い道を伝える[26][27][28]。

『思いよとどけ‼やす子の24時間マラソン〜児童養護施設の子どもたちのために〜』
- 2024年9月2日放送。チャリティマラソンを追ったドキュメント番組。

## スタッフ
24時間テレビ47 「愛は地球を救うのか?」
- 技術統括：大越克人
- 美術統括：大川明子
- 総合TD：尾山直樹
- マイクロプラン：船越正道
- 音声プラン：坪井翔馬
- SDC・SOC：桧皮一、梶原悠一、山下真優、萱間一彦、古谷野祐樹、立原直樹
- CVセンター：山田亮平、大坪拓、木村智美、八巻遼太、須藤唯、中川洸
- マスター：山口和真、川村優、神藤夏季、平川翔也、伊藤琴美、小池保博
- 放送進行：御﨑芳仁、藤本ラナ、村井エリ奈、知念愛香
- 回線ブッキング：千葉伸一郎、林綾子、朝倉沙弥香、辻直哉
- 電話回線設備：石中史彦、柴田真之介、丹野明香里、糸洲元貴、鈴木竣介、鈴木直人
- CG：岸楓馬、深川侑紀、矢口裕大、高木陽基、高橋翼、長谷川晴加、三宅玲、安達彩香、原翔平、中島美央莉、鈴木晴花、坂口剛謙、柳麗、山本修平、新井達也、西村優輝、三浦祐樹、鈴鹿聖之介、鳥谷周太朗
- プロモーション：桐本篤、菅結子、岩﨑林太郎
- 編成：浜本勇士、杉山直樹、新井佑哉、樋口正史
- ネットワーク：宮本琢也、八田元彦
- 取材担当プロデューサー：清水巧巳、宮嶋果南
- 技術協力：NiTRO
- 美術協力：日テレアート
- 警察本部：正田千瑞子、黒田努、佐野隆夫、石塚理、浅見貴弘、山崎明香、牧野貴之、松岡賢、橋浦幸也
- 会場運営：和田牧也、熊原隆浩、和田薫帆、森尚之、増形響

告知
- - 演出：西本幸平
  - ディレクター：坂本侑哉
  - プロデューサー：富永結貴、草場千恵、操谷亮、富田晶子

PR
- - 演出：熊谷航太郎
  - ディレクター：鈴木潤一郎　
  - プロデューサー：清水真美子、蔭山彩、渡邊菜月、深谷圭二、伊藤実枝子、高橋正昭、斉藤陽子、佐藤安圭理

チャリTシャツ
- - 演出：加藤孝司
  - ディレクター：植田萌
  - プロデューサー：一色彩加、依田謙一

募金プロジェクト
- - チーフプロデューサー：藤森和彦
  - プロデューサー：川口信洋
  - ディレクター：増田悠輝
  - チャリティーグッズ：佐藤陽介、荒井俊彦、大山裕貴、庄内真美子、高橋紀恵、大木朋美、小野田恵、稲村啓吾、竹野姫果
- ラインプロデューサー：末延靖章

デジタルコンテンツ
- - プロデューサー：樹林杏、傅克文
  - 〔コンテンツ戦略局〕：寺山晃平
  - 〔DX推進局〕：高橋真二、吉村博行、矢部怜史、山浦洋司

〔ホームページ〕
- - プロデューサー：小籔貴志、馬庭達也
  - ディレクター：棚村知佳
  - デザイナー：太田日向子、加藤美帆
  - エンジニア：後藤輝代、中島拓三

〔データ放送〕
- - ディレクター：菅野智美
  - エンジニア：中谷海斗
  - デザイナー：安藤万優佳

〔SNS〕
- - コンテンツ戦略局：倉持聡
  - プロデューサー：嶋村直紀
  - ディレクター：藤本星香
- 〔動画配信〕：近藤星美、岩村菜々子、大池緑

日産チャリティーイベント
- - 特別協賛：日産自動車
  - TD：柳澤圭佑
  - SW：大谷アグリ
  - カメラ：山内新太
  - 配信：永井咲帆
  - MIX：日下部巌
  - VE：早野真人
  - 照明：市川朋樹
  - 音響：近藤鎌一
  - 音効：高橋秀治
  - モニター：久保和也
  - ディレクター：小見早苗、菅瑠梨、内山智紘、浅香雄高
  - 演出：川口順也、西岡伊吹
  - プロデューサー：森山琢哉、藤田志帆、内藤葵、赤津未奈

Song for 能登!24時間テレビチャリティーライブ
- - プロデューサー：植野浩之、毛利忍、滝澤真一郎
  - イベントプロデューサー：藤井淳、掛川正義
  - 演出：佐久間葉一
  - ディレクター：藁科啓、出口晶崇、川村誠
  - フロアディレクター：原皓史、山越裕之
  - PM：田島のぞみ
  - TD：福島一憲
  - カメラ：藪見祐樹、野澤純平
  - 録音：梁取慎一
  - 配信：阿曽龍二
  - イベント制作：倉茂得光、山下純三郎、田中修、佐藤恭、大宮善博、酒井淳
  - 舞台監督：古橋直、神力謙
  - 大道具：鶴田純
  - 音響：鍋島久美子
  - 照明：寺田辰美
  - 電飾：浜野尚
  - 映像（LED）：清水靖博
  - 楽器：田口森介
  - 特効：萩野健志
  - レーザー：木村邦彦
  - 電源：一色由次
  - トランスポート：木島庸之

汐留本社S1サブ放送本部
- - SW︰高田憲一、松嶋賢一、岩本茂、三井隆裕
  - 音声：星野正樹、梓沢曜平、村元天峰、山田淳、瀧健太郎、依田真和
  - 調整：池田祐一郎、竹内萌江、天内理絵、山口考志
  - 音楽効果：舛谷佑樹、中村友美、山中寛子
  - VTR出しディレクター：佐藤伸一、島袋みさと、植木瑞穂
  - TK：坂本幸子、山沢啓子、鈴木リサ、長坂真由美、竹島祐子、山岸由佳、神保よしみ、伊村佳恵、田中美南子
  - ECG：橋田可奈子、辻根昌枝
  - VTR・テロップ：村岡隼斗、黒木真衣、田中美有
  - 技術・ネットコーディネート：河村哲平、淺沼丈生、西出凌太朗、中野虎之介、坪井優樹、上野真二
  - フォーマット：村田賢紀
  - プロデューサー：安彦真利江

上田と女とオリンピアンが吠える ア〜ンドやす子を応援する夜
- - 演出：徳永清孝
  - ディレクター：渡邉祐太、五島孝、宮原健、相原早奈絵
  - プロデューサー：石原由季子、村田聡子、森川高行、土屋翔太、藤田真衣
  - デザイン：高井美貴
  - 大道具：近藤匡浩
  - 電飾：原口まどか
  - 小道具：後藤隆彦
  - ECG：宮前芳恵

やす子を応援するオリンピック選手と挑戦!国技館!世界記録チャレンジ
- - ナレーター：松本考平
  - 演出：廣瀬隆太郎
  - ディレクター：嶋岡大輝、高田駿、一ノ瀬大吾
  - CG技術：柴田光敏、鈴木康之
  - プロデューサー︰森俊憲、齋藤久美子、吉村真人、依岡由里子、小野田優理
  - 協力：平野卓球センター、足立学園中学校・高等学校、実践学園中学・高等学校、東海大学菅生高等学校中等部、府中第四中学校、安田学園中学校・高等学校、横浜隼人中学・高等学校

三代目・岩田剛典が挑む 生アート制作 一流画家の作品をオークション
- - ナレーター：林田尚親
  - ディレクター：池田翔、奈良脩人、有瀧希
  - チーフディレクター：中山準士
  - プロデューサー：向山典子、駒崎茂之

ヒロミの八王子リホーム!〜長屋の子ども食堂を大改造〜
- - ナレーター：服部伴蔵門
  - TD：川村雄一
  - SW：原島伸光
  - VE：石坂忠義
  - カメラ：寺澤由明、池田亮、堀井唯史
  - MIX：板橋翔
  - 音声：森丈志、宮平蒔遠
  - ENGカメラ：長田洋平、依田信彦
  - 音効：中村由紀
  - リフォーム監修：渡邊豪、谷口陽一
  - S1コーディネーター：奥村竜
  - 中継ディレクター：中原芳
  - 制作進行：深井香織
  - 美術プロデューサー：葛西剛太
  - 大道具：苑田英和
  - ディレクター：嵐修三郎、関口拓、松井美保、南條友香、逢坂志朗、小園知沙、石神健太、折本未奈
  - プロデューサー：大野光浩、比留間晃則、松本恭誠、岩井秀行
  - 演出：橋本和明　
  - チーフプロデューサー：石村修司

やす子が走る! 全国の児童養護施設に募金マラソン
- - 移動車TD：橋詰聖仁
  - 定点中継TD：杉本裕治、八木原輝
  - スタートSW：村田陸彦
  - スタートCAM：出野裕史
  - スタートMIX：藤雅樹
  - SW：今別府元気
  - 受信点TD：神田洋介、沼田広美
  - カメラ：米澤嘉浩、宮路龍太、岩上貴士、金子紘之
  - マイクロ：奥津加奈子、豊島海輝
  - MIX：篠原秀幸
  - ドライバー：長谷川真大、舩木柳宏
  - 簡易中継TD：鴇田晴海
  - 簡易中継VE：河内恵一
  - 簡易中継CAM：上杉隆寛
  - 美術プロデューサー：齋藤隆史
  - デザイン：石井智也、浅田一花
  - マラソンプロデューサー：比企啓之
  - マラソンサポートコーチ：中川修一、上北泰弘
  - マラソンサポート：大穀敬太、川崎慶太、宮田祐杜、上田祐一郎、林尚恒、久留主忍、西田学、桐山和久、徳山詠人
  - 理学療法士：小田嶋裕之
  - 医師：中村大輔
  - 看護師：松嶋杏里
  - 制作進行：日下潤、岡本あかね
  - デスク：田口美和子
  - S1コーディネーター：前田大輔、木村将士
  - ダイジェストVTR：遠藤隼人、楠木里紗
  - ディレクター：本田拓也、東海林大介、川名良和、曽我翔、齋藤郁恵、辻正記、竹内潤、臼杵優士、西村詩音
  - 演出：那須太輔、有田駿介
  - プロデューサー：田中俊光、合田伊知郎、阿河朋子、朝倉康晴、小川明人

やす子 募金マラソンへの思い
- - ナレーター：上戸彩
  - ディレクター：福司龍太、伊澤洋介、長縄亮、石澤元希、高取瑞紀
  - プロデューサー：藤崎一成、山野江美香、前多由香、松山和歌子

日本列島ダーツの旅的全国1億人インタビュー!
- - ナレーター：町田浩徳（日本テレビアナウンサー）
  - ディレクター：小松原正勝、森田隆行、大石正通、永井ひとみ、田野辺陽平、寺下和貴
  - プロデューサー：江尻直孝、須藤大介、海老澤友美子
  - 演出：小澤龍太郎

相葉雅紀の保護犬トリミングin韓国/被災したワンちゃんを出張トリミング
- - ナレーター：有働由美子/相葉雅紀
  - ディレクター：湯浅貴仁、西宮義和、小﨑育海、湯谷彰人、石山桃果、谷口創太
  - 美術プロデューサー：茂木大樹
  - メイク：林朋香
  - プロデューサー︰榎本晃子、伊藤拓也

マツケンが能登を応援!マツケンサンバII 超特別バージョン!
- - ナレーター：林田尚親
  - ディレクター：黒田紗季
  - プロデューサー：鈴木麻衣子

長嶋一茂&水卜麻美が行く!能登の笑顔に出会う旅
- - ナレーター：真地勇志

月曜から夜ふかしin24時間テレビ
- - ナレーター：佐藤賢治
  - ディレクター：田村幸大、宇野想健
  - プロデューサー：徐真然、笠原裕、古賀絢子

笑点メンバーが朝から24時間テレビin能登
- - 福島中央テレビ：杉原和義、平沢愛、渡辺和樹
  - テレビ金沢：三国康人
  - 熊本県民テレビ：佐伯美典、豊嶋友里花
  - ディレクター：神谷美帆、山田瑞貴、松島大悟、伊藤光明、藤森ちくほ
  - プロデューサー：上田崇博、廣木克、碓田千加志、坂本水奈、大嶋麻由、野原卓司
  - 演出：八重沢亮、高井健司

〔能登会場〕
- - プロデューサー：蔵宏太朗、石動知穂（テレビ金沢）
  - TP：丹羽晃一
  - TD：山本大輝、牛山敏彦
  - uTD：近岡真樹
  - SW：安藤康一
  - VE：城寳史裕
  - CAM：赤澤知弘
  - MIX：伊藤義典、山口直樹
  - PA：松島由志
  - 照明：下平好実、開發圭央
  - 美術：磯村英俊
  - デザイン：川野悠介
  - 大道具：田村佳久
  - TK：奈良里美
  - 音効：宮川素子
  - 技術協力：日放、北陸共立
  - 協力：能登食祭市場
  - チーフプロデューサー：新井秀和
  - プロデューサー：岩沢錬

〔汐留マイスタジオ〕
- - TD：鈴木昭博
  - SW：津野祐一
  - CAM：岡田勇輝
  - VE：笈川太
  - MIX：越村朱音
  - BV：山本真吾
  - ECG：齋藤さやか
  - ディレクター：佐藤宏繁、藤田正和、中出到、朝木愛実
  - チーフプロデューサー：齊山嘉伸

伝説の家政婦志麻さんが能登で作る!沸騰朝採れキッチン
- - ナレーター：あおい洋一郎
  - ディレクター：森谷将
  - プロデューサー：中澤亜友、平井杏奈

藤井貴彦が伝える!世界最大級の帆船 海王丸座礁事故の一部始終
- - ナレーター：藤井貴彦
  - チーフディレクター：髙橋公彦
  - ディレクター：長谷川智也、今成直人
  - プロデューサー：宮崎慶洋、山脇由紀子、井艸麻衣
  - 大道具：萩原大祐
  - 衣裳：森島茉衣香

オモウマい店が出会ったずっと明るい寿司親子2024
- - ナレーター：伊藤楓
  - TP：岩崎淳
  - カメラ：湯浅幹雄
  - 照明：齋藤久美子
  - 編集：太田翔也
  - MA：浅井豊
  - 音効：辻󠄀幸宏
  - ディレクター：川添光由、片桐大貴、白石真子、村上栞
  - 演出：加藤優一、竹内翔
  - プロデューサー：本部美優、松尾秀美
  - チーフプロデューサー：笠井知己

池崎一門みんなで保護猫活動!
- - ナレーター：有働由美子
  - カメラ：江澤崇
  - VE：後田良
  - ディレクター：大浦充生、小林浩樹、伊藤高史、大山隆浩、唐沢宏一
  - プロデューサー：宮﨑文夫、寺内基子

八代亜紀 最期の111日〜付き人が明かす人のために生きた73年〜
- - ナレーター：槇大輔
  - ディレクター：森田俊介、保坂公貴
  - プロデューサー：貝山京子、内田久美子
  - 演出：石田昌浩

ランナーやす子へエールを!ヒルナンバンドが贈る歌
- - ナレーター：上戸彩
  - プロデューサー：三觜雅人、河野雄平、伊藤杏朱、大森智紗
  - ディレクター：谷内芽生、橋本杏樹、竹内翼、黒柳亨、錦織信彦
  - 演出：五歩一勇治

ダルビッシュ有の家族がやす子に共鳴!児童養護施設への思い
- - ナレーター：城ヶ崎祐子
  - ディレクター：中西裕樹、山形和也、三木友騎
  - プロデューサー：長瀬徹、伊藤実知子

真っ昼間から学ぶ!上田と女と社会を動かす女性たち
- - ナレーター：杉本るみ
  - 演出：前川瞳美
  - プロデューサー：國谷茉莉、切替愛、滝田朋之、今野舞紀、清家未来、笠原保志、山口佳奈、青山恵理香
  - ディレクター：中澤洋貴、小笠原将、前田さつき、長井香織、滝田朝子、冨谷美友、石川直志、大塚太智

脳性まひの未来ちゃんが1人で挑む『はじめてのおかいもの』
- - ナレーター：森富美（日本テレビアナウンサー）
  - ディレクター：内村貴徳、栗原悠太郎、北村朋広
  - 演出：増田雄太
  - プロデューサー：齋藤慎一、橋本美穂

能登の野球部 震災でたった5人に…長嶋一茂＆レジェンドと“野球しようぜ!”
- - ナレーター：真地勇志
  - カメラ：檀亮
  - 音声：美斉津友洋
  - ディレクター：田中真之、島本敬之、小手川由莉
  - プロデューサー：熊田靖士、横山貴子、吉川美由紀

パリオリンピックで活躍した全ての選手へ MISIAが応援ソング生披露
- - ナレーター：立木文彦

「アイノカタチ」に込めた子ども達への想いMISIAが繋げる!小児医療に寄付を!
- - ナレーター：真地勇志
  - ディレクター：比嘉智樹、山口茉莉
  - プロデューサー：藤本弘志、岩崎小夜子
  - 協力：国立成育医療研究センター

朝ドラ『まれ』土屋太鳳復興へ…能登で合唱「希空〜まれぞら〜」
- 〔VTR〕
  - ナレーター：塚地武雅（ドランクドラゴン）[注釈 21]
  - 演出：蒲龍太郎
  - ディレクター：福田英作、長谷川たかし
  - プロデューサー：輿石将大、川崎文平、仲田竜馬
- 〔中継〕
  - ディレクター：新井章司、町田有、廣本諒介
  - プロデューサー：柏原萌人、山崎みみ
  - 演出：渡辺春佳

出張!チャリティー笑点in能登
- - 衣装：栗田佐智子
  - スーパーバイザー：財津功
  - ディレクター：高木裕司、福田拓也、五十嵐くるみ、松本恭幸
  - プロデューサー：鬼頭直孝、飯田達哉、森川健一、山口裕之、辰巳暢一、木村有希

永尾柚乃ちゃんに学ぶ!世界に誇る!昭和ニッポンクイズ
- - プロデューサー：横澤俊之、宇和川隆
  - ディレクター：大平祥子

サライの生みの親 谷村新司さんが音楽で伝えたかった想い
- - ナレーター：天海祐希
  - ディレクター：安戸あゆみ、竹内遥香
  - プロデューサー：三浦由舞、山浦ひろみ
  - 制作進行︰須藤琴音

水卜麻美が想いをつなぐ!師匠 山田倫太郎くんが遺した言葉
- - ナレーター：須藤理彩
  - ディレクター：細川祐子
  - プロデューサー：持田順也、小林華織

もう一度 能登で踊りたい!日本航空高校石川&イッテQ!ダンス部の夏祭り
- - ナレーター：立木文彦
  - ディレクター：石﨑史郎、石岡裕將、坂本郁容、北野莉帆
  - プロデューサー：井島あおい　
  - ロケカメラ：石渡裕二、水谷元保
  - 音効：保苅智子

理央奈ちゃんに届けたい!吉本生新喜劇
- - ナレーター：水樹奈々
  - 音効：高取謙
  - ディレクター：小川大輔、須藤亜麻音
  - 演出：市川隆
  - プロデューサー：城下直子、右京美穂
  - 吉本新喜劇構成：宮﨑高章

〜Nothing is Impossible〜 YOSHIKIと共に送る超ボーダレスLIVE!
- - ナレーター：増田晋
  - ディレクター：小潟龍輝、安池薫
  - 演出︰宮森宏樹、大谷俊介
  - プロデューサー：山本玲子、徳武真人、田中千賀子

両国・国技館
- - TD：吉﨑慶
  - 音声プラン：杉村理紗
  - 映像プラン：柳原拓実
  - SW：吉田健治、北折雅人、鈴木健司、早川智晃
  - カメラ：大庭茂嗣、島田佳奈、佐藤裕司、茅野竜徳、木藤和久、山内剛、依田達也、熊野寛太、西阪康史、秋元辰也、大庭純平、森亮介、加藤李佳、高野信彦、髙木亮、福田伸一郎、星勇次、矢作陽一、岩永雄允、小林沙祐里、片山雄斗、川島佑介、木村千鶴、大貫浩史
  - 音声：清水新太郎、原秀彰、瀧島要介、小原正広、林英毅、松村美緒、馬場楓、大浦政宣、宮内貞、滝口祐造、冨樫尚耶、森優子
  - 調整：八谷勇太郎、岡本卓也、喜屋武寛之、舘野真也、山口郁馬、藤原達記、飯島友美、田邉仁美、明庭保昭
  - 音楽効果：西谷香澄、岡崎宏、杉山謙一郎
  - 照明：小笠原雅登、中山佑宇、貫井亜廉、菅原佑介、岩井千知、横山杏奈
  - テレビモニター：杉山知浩
  - LEDモニター：佐久間康仁、坂井源
  - 楽器レンタル：佐藤継信
  - PA：東京音響通信研究所
  - 美術プロデューサー︰山本澄子
  - デザイン：波多野真理、北原龍一
  - 美術進行︰上田貴博
  - 設営：石原隆、金丸真土
  - 大道具：塚田祐介、山本純樹、栗田昇、下吉克明
  - 電飾：平ノ内厚夫、糸数青祥
  - CG：村上雅洋
  - アクリル装飾：松本健、山田隼人
  - 小道具：伊沢英樹
  - メイク：奥松かつら
  - VTR出しディレクター：後藤喬之、奥河内都、八隅秀哲
  - ステージング：MIKO、百木千恵
  - TK：矢島由紀子、桜井えみこ、田中彩、山際慎子
  - 編曲：たかしまかんた
  - 演奏：ガッシュアウト、フェイスミュージック
  - コーラス：ミュージッククリエイション、日テレ学院
  - 日テレ学院コーラスコーディネーター：飯田啓之
  - 制作コーディネーター：小松正樹
  - 出演者ゲストプロデューサー：髙松明央、八木田祐子、大橋邦世
  - フロアディレクター：須原翔、黒川勝功、文元麻由奈、稲元雅俊、川島啓史、牧野郁人、田中もも、萩原翔樹、則武有希子、松原凱人、三宅温、稲石果音、三好典沙、山田陽太、岩本岬、金子眞紀子、高見遥菜、橋野透弥、濵野千寿瑛、林本真生、森恵夢、山口凜
  - ケータリング：髙橋幸浩、三浦リカ、久保采子、小川侑子、五島千寿
  - 国技館コーディネーション：内藤智子、光岡裕子、脇阪真琴、鈴木涼介、山崎李奈
  - 相撲協会担当プロデューサー：髙橋和則
  - チーフプロデューサー：原司
- 協力：公益財団法人 日本相撲協会
- 制作協力：IVSテレビ、アヴァンセクリエイト、アガサス、AX-ON、いまじん、えすと、オフィスKR、株式会社ムラヤマ、極東電視台、クリーク・アンド・リバー、クリエイティブ30、ゴッドキッズ、ZION、ザ・ワークス、ジッピー・プロダクション、仁プロデューシング、厨子王株式会社、スペード・ワン、創輝、東阪企画、日企、日テレイベンツ、neo、パッション、ブームアップ、モスキート、ユニオン映画、ランナーズ・ウェルネス、東京オフラインセンター
- 構成作家：石原健次、矢野了平、ヒロハラノブヒコ、大谷裕一、木南広明、永井ふわふわ/会沢展年、菊池裕一、木野聡、栗坂祐輝、小林哲也、佐藤かんじ、塩沢航、しゃーくおかだ、城啓介、堀江里光、松井洋介、山田浩康
- 24時間テレビ事務局
  - 事務局長：佐々木豊
  - 事務局：反町礼、若月英宏、保坂昌宏、梅村由紀、岩久みか、小川瑞稀
- キャッシュレス募金：福田拓未、小林卓之、松島未佳、長谷川莉那、盡田あすか、世古口恵美加
- ボランティア本部：君島里江子、田村美桜、チーフボランティアの皆様、草の根チャリティーネットワーク
- 進行監修：斉藤寿
- 制作進行：西村友美、阿部絵里子
- 全体構成：桜井慎一
- 制作：岩崎泰治、田中宏史/倉田忠明、道坂忠久、横田崇
- 国技館ディレクター：中村文彦、南斉岬、佐々木万由子、片岡明日香
- 汐留本社S1サブディレクター：井上将司、吉田ゆりや、小林瑶一朗、本間雄二郎
- 汐留本社S1サブ演出：髙橋利之、古立善之
- 構成・フォーマット演出：渡辺邦宏、小倉寛太
- 国技館演出：柳沢英俊
- プロデューサー：天野英明、沢田健介
- 総合プロデューサー：吉無田剛
- 総合演出：上利竜太
- チーフプロデューサー：矢野尚子
- 制作指揮：森實陽三
- 製作著作：日本テレビ